# 世德故居
世德故居，位于中国广东省湛江市吴川市塘缀镇樟山村，为吴川市文物保护单位，类型为近现代重要史迹及代表性建筑，公布时间为2005年8月23日。
世德故居的历史年代为近代。